# Nikon D3200

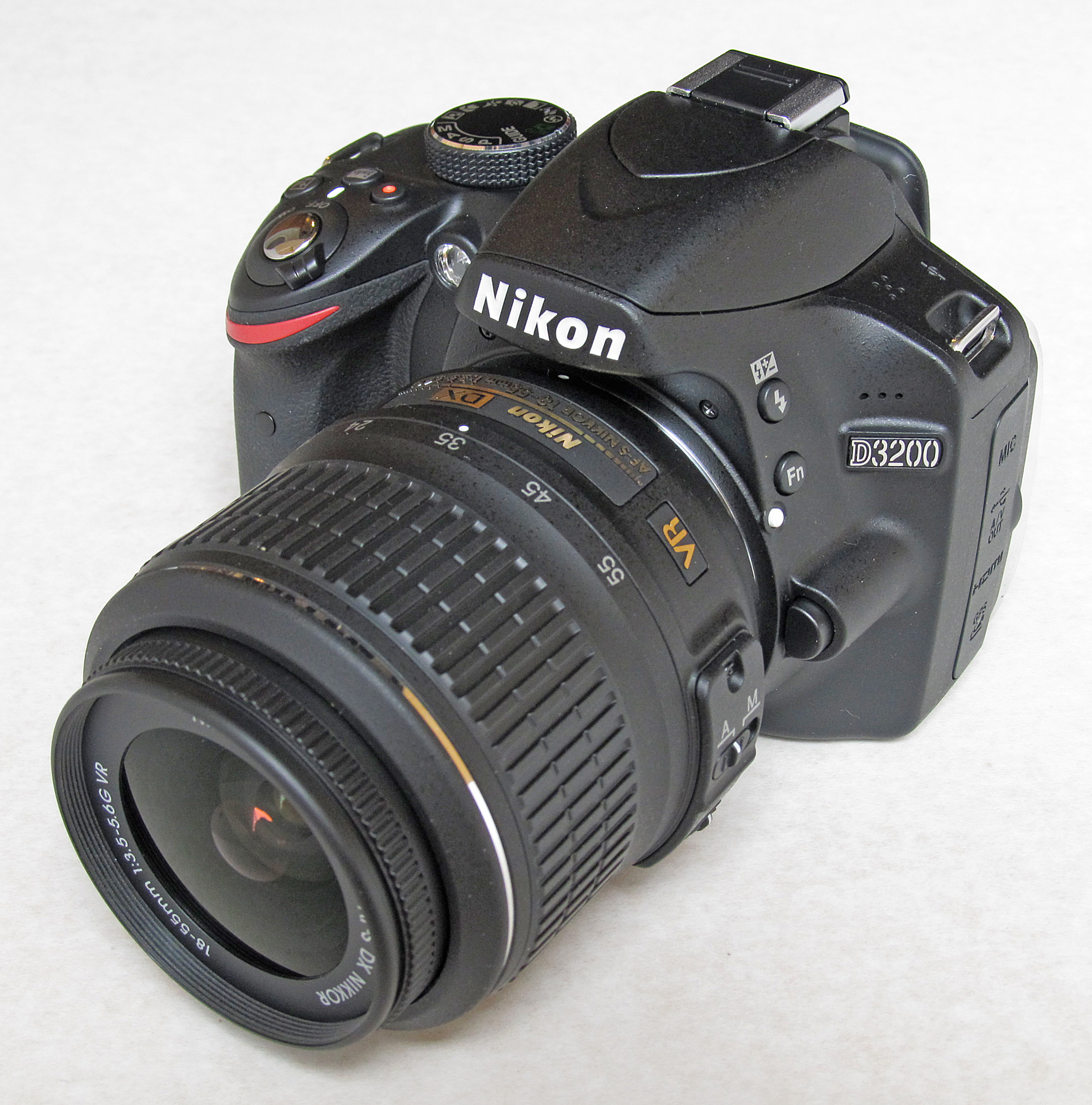
Nikon D3200

Nikon D3200 je fotoaparát typu zrcadlovka s DX formátem společnosti Nikon s rozlišením 24,2 megapixelů (6016x4000). Je prodávána jako entry-level DSLR a je určena především začínajícím kreativním fotografům. Fotoaparát obsahuje tzv. režim průvodce, který usnadňuje práci začínajícímu uživateli a ukazuje vliv nastavení přístroje na výslednou fotografii. Fotoaparát umožňuje natáčení videa a vysokou rychlost fotografování sekvenčním snímáním až 4 snímků za sekundu. Model je nástupce modelu D3100, také jeho lepší kvalita obrazu je přirovnávána k profesionálním DSLR.
 Jeho prodej byl oficiálně zahájen dne 19. dubna 2012.

## Technické parametry
| Rychlost závěrky | Rozsah ISO | Počet ostřících bodů |
| ---------------- | ---------- | -------------------- |
| bulb – 1/4000    | 100–12800  | 11                   |